# The Loyd
the LOYD é uma banda rock portuguesa, formada em 2004.

## História
Em 2004, Jorge Resende e Paulo Silva, ambos ex membros da banda AKA Lobster, decidiram fazer alguns ensaios com Jou. Num destes ensaios, junta-se Diogo S. Gomes, dando origem à formação inicial da banda.
Em 2006, Jorge Resende e Diogo S. Gomes abandonam o projecto e Paulo Azevedo dá entrada para o lugar de baixista.
Em 2007, entra o guitarrista Christophe Pinto.
Entretanto a banda chega ao panorama musical português com o tema "Tear In the Pocket", single de apresentação da banda, o qual contou com um significativo airplay em diversas rádios nacionais, atingindo o TOP 7 da rádio Best Rock FM.
No seu percurso contam já diversos concertos, incluindo a participação na Festa Europeia da Música na cidade de Lausanne, Suíça.

## Discografia

### Álbuns
- Love and Revolution (2010)
- Home (2014)

### EP
- Done (2007)

### Singles
- "Tear in the Pocket" (2007, Done)
- "Alone" (2010, Love And Revolution)